# Империя Северного Моря
Датская Империя Северного моря, также известная как Англо-скандинавская империя, существовала между 1013 и 1035 годами (с перерывами) и была эфемерным государством с талассократической формой правления, объединявшим Англию, Данию, в состав которого в тот период входили части современной Швеции, и Норвегию. Первым королём, объединившим все три королевства, был Свен I Вилобородый, король Дании с 986 года и Норвегии с 1000 года: в 1013 году он завоевал Англию. Он умер в 1014 году, после чего империя на некоторое время распалась. В 1016 году его сын Кнуд Великий завоевал Англию, в 1018 году стал королём Дании, а в 1028 году — Норвегии, вновь объединив три королевства. Он умер в 1035 году, после чего империя вновь была разделена, но в 1040 году сын Кнуда Хардекнуд, наследовавший отцу в Дании, унаследовал Англию. После его смерти в 1042 году империя окончательно распалась.

## Завоевание Англии Свеном I Вилобородым
Первым королём, объединившим все три королевства, был Свен I Вилобородый, король Дании с 986 года. В 1000 году он завоевал Норвегию.
К 1013 году Англия уже в течение 35 лет подвергалась опустошительным набегам викингов. Свен пытался завоевать Англию несколько раз. Первый налёт он осуществил в 994 году вместе с норвежским вождём Олафом Трюггвасоном и рядом других викингов. Захватить Лондон им не удалось, но Юго-Восточная Англия была ими разорена. Вторую попытку Свен предпринял в 1003 году, однако в 1005 году из-за начавшегося голода он был вынужден вернуться в Данию. Более успешным оказался поход, начавшийся в 1013 году. Датский флот достиг Сэндвича, далее мимо Восточной Англии по рекам Хамбер и Трент добрался до Гейнсборо, где встретился с представителями Нортумбрии и Линдси, а затем и представителями других областей Северной Англии, приняв от них дань уважения. Далее он двинулся на юг, захватив Оксфорд и Уинчестер. Однако Лондон ему взять не удалось, поэтому он отступил к Уоллингфорду и Бату, где принял дань уважения и представителей этих мест. Потерпевший поражение король Англии Этельред II Неразумный, который ничего не мог противопоставить датчанам, отправился с женой и детьми в Лондон, а после подчинения города Свеном отослал свою семью в Нормандию.
В отличие от предыдущих скандинавских набегов, целью Свена было не разграбление Англии, а её завоевание. Хронист Гильом Жюмьежский сообщает, что перед походом датский король заключил договор о союзе и взаимопомощи с нормандским герцогом Ричардом II. Король Этельред был женат на Эмме Нормандской, сестре Ричарда, поэтому союз, судя по всему, преследовал цель исключить вмешательство Нормандии в английские дела. Поскольку Свен был христианином, это в глазах англичан отличало его от других викингов, разорявших королевство, которые были язычниками. Судя по всему, Свен добивался своего провозглашения королём. Выборы могли произойти на Витенагемоте — собрании англосаксонской знати и духовенства. Вероятно, что Свен находился в датском лагере в Гейнсборо, ожидая, пока Витенагемот соберётся. И существуют свидетельства, что он намеревался короноваться в соседнем Йорке. Однако 3 февраля 1014 года Свен неожиданно умер.
Смерть Свена изменила ситуацию. «Англосаксонская хроника» сообщает, что, узнав о смерти датского короля, англосаксонская знать отправила посольство в Нормандию, чтобы пригласить Этельреда вновь занять трон. В Англию отправился королевский наследник Эдмунд Железнобокий; в результате переговоров совет знати объявил о том, что «датский король должен быть навсегда изгнан из Англии». В Англию король Этельред вернулся во время великого поста 1014 года.

## Государство Кнуда Великого
После смерти Свейна королём Дании и Норвегии был признан его старший сын Харальд II, остававшийся дома во время похода отца. Другой сын, Кнуд Великий, участвовал во вторжении в Англию. В момент смерти отца он находился в Северной Англии. Кнуд заключил военный договор с жителями Линдси, но вернувшемуся в Англию Этельреду удалось быстро собрать ополчение, с которым он выступил в Денло, где сурово покарал сторонников датчан в Линдси. Датчане не были готовы к подобному, поэтому были вынуждены отступить и выйти в море. Флот отправился на юг, где Кнуд высадил в Сэндвиче взятых в своё время отцом английских заложников (судя по всему, они должны были обеспечить лояльность англичан, поклявшихся в верности Свену), которым отрезал руки, уши и носы. После этого флот отплыл в Данию.
К моменту его возвращения Харальд II уже твёрдо контролировал королевство. «Похвала королеве Эмме» сообщает, что вернувшись в Данию Кнуд предложил Харальду разделить королевство, предлагая, что если тот поможет завоевать Англию, разделить все владения между ними. Но Харальд ответил отказом, поэтому завоёвывать Англию Кнуду пришлось самостоятельно.
С помощью Эрика из Норвегии Кнуд собрал новый флот для вторжения и летом 1015 года вернулся в Англию. Англичане в это время были ослаблены интригами среди короля, его сыновей и других дворян. В течение четырёх месяцев один из сыновей Этельреда, контролировавший Уэссекс, историческое сердце королевства, пообещал быть преданным Кнуду. Ещё до начала решающей битвы за Лондон, Этельред умер 23 апреля 1016 года. Лондонцы выбрали его сына Эдмунда Железнобокого своим королём, в то время как большинство дворян собрались в Саутгемптоне и поклялись в верности Кнуду. Кнуд осадил Лондон, но был вынужден уйти, чтобы пополнить свои запасы; однако преследуя датчан, совершивших набег на Уэссекс, Эдмунд сам потерпел поражение в битве при Ассандуне. Он и Кнуд заключили соглашение, согласно которому Эдмунд сохранил Уэссекс и признавал за Кнудом право управлять всей Англией к северу от Темзы. Но 30 ноября 1016 года Эдмунд в свою очередь умер, оставив Кнуда королём Англии.
Летом 1017 года Кнуд укрепил свою власть, женившись на вдове Этельреда, Эмме Нормандской, хотя он ранее женился на английской дворянке, Эльфгифу Нортгемптонской. В 1018 году он расплатился со своим флотом (особенно деньгами из Лондона) и был полностью признан королём Англии.
В 1018 году после смерти Харальда II Кнуд унаследовал Данию. Он отправился в Данию, где пробыл до 1020 года, а потом с 1022 по 1023 в Швеции. В 1026 году он победил в битве на реке Хельге. В 1028 году он, использовав английский флот из 50 кораблей, захватил Норвегию. Однако попытка отдать её под власть его неофициальной супруги Эльфгифу Нортгемптонской и их общего сына Свена Кнутссона поначалу оказалась неудачной. В 1030 году ему пытался противостоять Олаф II, однако в сражении при Стикластадире, Олаф был убит.
В 1033 году в центральной части Норвегии вспыхнули мятежи, после чего управлявшие с 1029 года от имени Кнуда страной его первая жена Эльфгифу и сын Свен бежали в южную Норвегию.
Кнуд Великий умер в 1035 года, после чего империя была разделена. Королём Дании стал его сын от второго брака Хардекнуд, королём Англии в 1037 году был признан второй сын от первого брака Гарольд I Заячья Лапа, а в Норвегии утвердился сын покойного короля Олафа II, Магнус Благородный.
Империя была частично вновь объединена в 1040 годом, когда после смерти Гарольда I Англию унаследовал король Дании Хардекнут. Но после его смерти в 1042 году она окончательно распалась.